# 張柳朔
张柳朔（？—前490年），春秋时期晋国人，张氏。
范氏的家臣王生讨厌张柳朔，建议范昭子，让张柳朔到柏人（今河北省柏乡县西南）的长官。昭子问：“张柳朔不是你的仇人吗？”王生回答：“私仇不妨碍公事，喜爱不废弃过错，厌恶不排除善良，这是道义之理，我岂敢违背？”前490年，范氏离开柏人，张柳朔对他儿子说：“你跟随主人，努力吧！我将留下死守，王生将死难之节交给我，我不能不讲信用。”于是在柏人战死。